# 밴쿠버 캐나디안스
밴쿠버 캐나디안스(영어: Vancouver Canadians)는 캐나다 브리티시컬럼비아주 밴쿠버를 연고지로 하는 마이너 리그 베이스볼 팀이다. 노스웨스트 리그에 속해 있으며, 현재 토론토 블루제이스 산하에 있다.
2000년부터 2010년까지는 오클랜드 애슬레틱스의 팜 팀이었다.